# Sanopus johnsoni
Sanopus johnsoni är en fiskart som beskrevs av Collette och Starck, 1974. Sanopus johnsoni ingår i släktet Sanopus och familjen paddfiskar. Inga underarter finns listade i Catalogue of Life.